# لاكو أمينو
لاكو أمينو (باللغة النابولية: U Làcchë) هي كومونا تقع في الشمال الغربي من جزيرة إيشيا في مقاطعة نابولي المطلة على الساحل الغربي لإيطاليا. يبلغ عدد سكان المدينة حوالي 4800 نسمة.

## نبذة
تقع عند سفح جبل Epomeo من جهة البحر. الاسم مشتق على الأرجح من اليونانية lakkos ، والتي تعني «الحجر» وتمت إضافة الاسم أمينو إلى الاسم الرسمي عام 1862.
في 28 يوليو 1883، أصيبت كلاً من بلدة لاكو أمينو وبلدة Casamicciola المجاورة بأضرار بالغة جراء الزلزال. حصد الزلزال أكثر من 2300 ضحية. ودمر 269 منزلاً، وحوالي 69 ٪ من البنية الداخلية للمبنى دمرت تماماً، ولم يبق سوى 18 مبنى غير متضرر.
ومع ذلك، فإن هذا لا يمكن أن يوقف التحول من قرية للصيد إلى مكان للاتشفاء بالينابيع الساخنة. جعل الناشر الإيطالي أنجيلو ريزولي لاكو أمينو مكانًا لل jet set (طلاب المتعة من الاثرياء)، حيث أنشأ العديد من الفنادق في الخمسينيات والستينيات. وقد تبرع أيضًا في عام 1962 بالمستشفى الوحيد في إيشيا، "Ospedale Anna Rizzoli".
في 21 أغسطس 2017، ضرب زلزال متوسط قوته 4 درجات لاكو أمينو و Casamicciola Terme، مما أسفر عن مقتل شخصين، وانهيار كنيسة جزئيًا وتدمر العديد من المنازل.

## المعالم السياحية
لاكو أمينو هي موطن لكنيسة من القرن الحادي عشر، تم بناؤها فوق صرح باليو المسيحي الموجود مسبقًا. يضم متحف سانتا ريستيتوتا العديد من الاكتشافات التي تعود إلى عصور ما قبل التاريخ وخزفيات يونانية من القرنين الثامن والثاني قبل الميلاد. هناك العديد من الفنادق ومتاجر يتردد عليها الناس خاصة في أشهر الصيف.

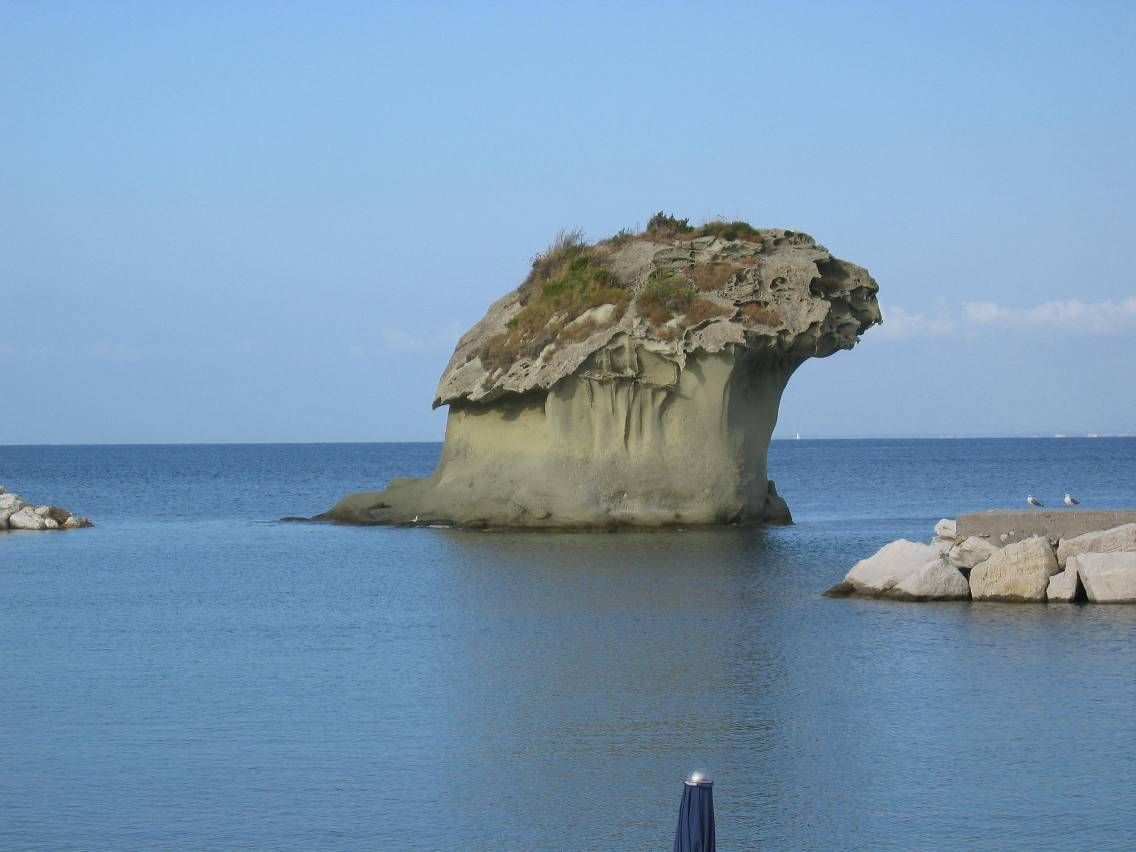
The Fungo (الفطر)صخرة البحر.

## روابط خارجية
- الموقع الرسمي باللغة الإيطالية